# مالكولم غراهام
مالكولم غراهام (بالإنجليزية: Malcolm Graham)‏ (26 يناير 1934 المملكة المتحدة - 12 سبتمبر 2015 بارنسلي المملكة المتحدة) هو لاعب كرة قدم بريطاني سابق كان يلعب كمهاجم.